# Сім красунь (балет)
«Сім красунь» (азерб. Yeddi gözəlYeddi gözəl) — балет в чотирьох діях Кара Караєва, написаний в 1952 році. Постановка була здійснена балетмейстером Петром Гусєвим в бакинському Театрі опери та балету ім. М. Ф. Ахундова в тому ж році. В основі лібрето Ісмаїла Ідаятзаде, Юрія Слонімського і Сабіта Рахмана лежить сюжет четвертої частини хамсе Нізамі Гянджеві, поеми «Сім красунь» (1197 рік).

## Історія балету
«Сім красунь» створений за мотивами поеми «Сім красунь» з «Хамсе» («П'ятериці») великого класика перської поезії Нізамі Гянджеві. У 1949 році Кара Караєв  написав однойменну симфонічну сюїту. Вона була виконана того ж року Азербайджанським симфонічним оркестром імені Узеїра Гаджибекова під керівництвом маестро Ніязі. Ідея створення балету була підказана композитору головним режисером Азербайджанського театру опери і балету ім. Ахундова видатним актором і режисером Ісмаїлом Ідаятзаде. Спочатку лібрето було розроблено ним і драматургом Сабітом Рахманом. У 1951 році була дописана музика і відбулося обговорення нового твору у Спілці композиторів Азербайджану. Але Ідаятзаде не встиг побачити балет на сцені, у листопаді 1951 року його не стало.

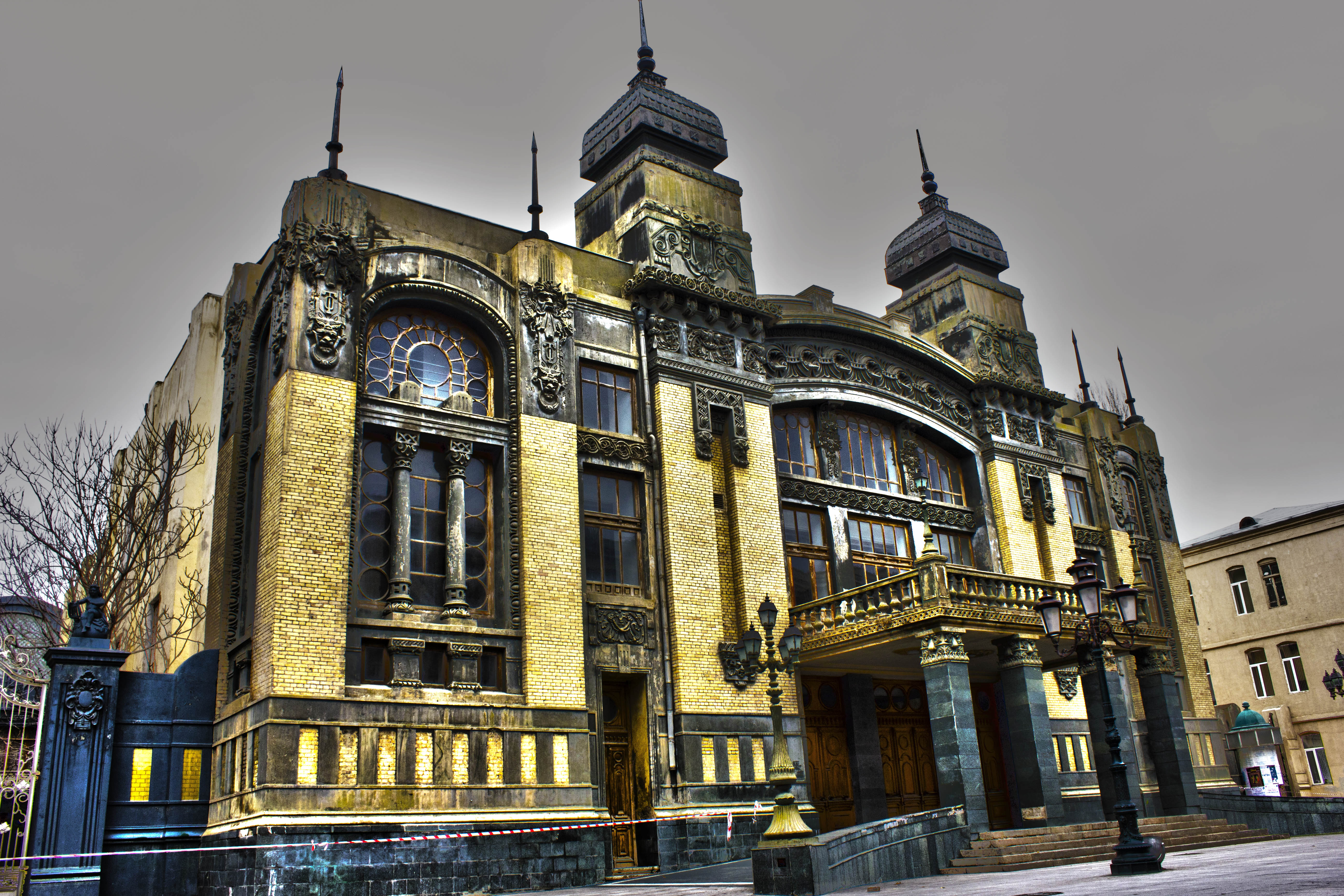
Азербайджанський театр опери та балету ім. М. Ф. Ахундова в Баку, де відбулася прем'єра постановки балету

Прем'єра балету відбулася 7 листопада 1952 року на сцені Азербайджанського театру опери і балету в Баку у постановці балетмейстера Петра Гусєва. Художники — Анвар Алмасзаде і Федір Гусак. Диригент — Кямал Абдуллаєв. Партія Айші — Гамар Алмасзаде і Лейла Векілова, Шаха Бахрама — Юрій Кузнєцов і Костянтин Баташов, Мензера — Максуд Мамедов і Костянтин Баташов, Візира — Анатолій Урганцев і Кямал Гасанов.
В оркестровці балету використовувалися народні інструменти, що надавало їй національного колориту. Чудова, яскрава, барвиста музика балету була запорукою щасливого та довгого сценічного життя твору. Високо оцінив музику свого учня великий радянський композитор Дмитро Шостакович.
Після прем'єри в Баку Шостакович написав: «найсильніше в новому балеті — його музика!»
Шостакович говорив про неї, як про справді симфонічну, що володіє масштабністю, широким диханням.
24 листопада 1953 року прем'єра відбулася на сцені Ленінградського Малого театру опери і балету в постановці П. А. Гусєва. Сценограф — Симон Вірсаладзе. Диригент — Едуард Грикуров. Партія Айші — Віра Станкевич, партія Шаха Бахрама — Веніамін Зімін, Візира — Микола Філіповський, Індійської красуні — Олена Іванова, Мензера — Юрій Литвиненко, Китайської красуні — Валентина Розенберг, Іранської красуні — Тетяна Фесенко, Начальника варти — Віктор Тулубьєв. А якості балетмейстера деяких номерів вперше виступив Олег Виноградов. Балет відразу завоював серця глядачів, зайняв гідне міцне місце і в гастрольному репертуарі.
Нова, друга редакція балету була зроблена Кара Караєвим за участі Юрія Слонімського і Петра Гусєва в 1959 році і була представлена в цьому ж році в дні Декади азербайджанського мистецтва в Москві. Цією постановкою натхненно диригував великий Ніязі.
У 1970 році азербайджанський балет захоплено був прийнятий у Франції, в Парижі на VII Міжнародному фестивалі сучасного танцю і гастролей балетної трупи театру.
В 1982 році на екрани вийшов фільм-балет «Сім красунь» з хореографією Рафиги Ахундова і Максуда Мамедова. Режисер — Фелікс Слидовкер, оператор — Олександр Тафель. У головних партіях — Наталія Большакова, Вадим Гуляєв, Галі Абайдулов. Диригент — Рауф Абдуллаєв.
Пізніше, у 2002 році, ці ж балетмейстери отримали пропозицію поставити «Сім красунь» у Швеції, в Стокгольмі і в Гетеборзі. Інтернаціональна трупа включала артистів балету з вісімнадцяти країн, і робота над балетом була дуже цікавою як для постановників, так і для акторів. Вистави чудового балету мали великий успіх і резонанс у Швеції.

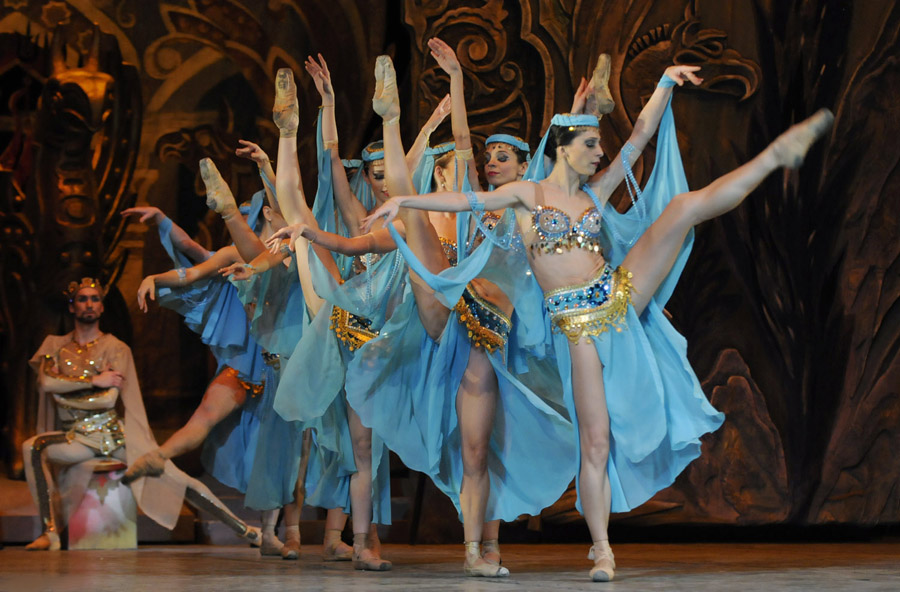
Сцена з постановки балету в 2011 році в Баку

Знаменитий диригент Євген Свєтланов так говорив про Кара Караєва і балет «Сім красунь»:

«Тісно натхненній музі Караєва на графічних нотоносцях. Безмежна фантазія і різноманітність фарб, чарівність дивних мелодій в поєднанні з рідкісною розкішшю гармонійної мови, ритми, зміни їх, звукові контрасти і високий пафос справжнього темпераменту (на відміну від так званого накачування, яким грішать багато тих, хто береться за написання балету) — все це знайшло кульмінаційне вираження в унікальній музично-хореографічної експозиції самих семи красунь. Можна сміливо сказати, що тут Караєв піднявся до рівня світових досягнень у цьому жанрі».
У 2008 році на сцені театру опери і балету відбулася нова постановка балету. Головним балетмейстером став російський хореограф Василь Медведєв. Нове лібрето для постановки створила письменниця з Туреччини Яна Теміз. Керівником і диригентом нової постановки став Ельшад Багіров, який працював свого часу у Большому театрі і диригентом в Театрі опери та балету Стамбула. Художник Большого театру Дмитро Чербаджи працював над декораціями, а Тахир Тахиров над костюмами.

## Дійові особи
- Мензер
- Айша, його сестра
- Шах Бахрам
- Візир
- Сім красунь:
  - індійська,
  - візантійська
  - хорезмська
  - слов'янська
  - магрибська
  - китайська
  - іранська
- Начальник варти
- Воєначальники
- Відлюдник
- Бочар, виробник шовку
- Гончар
- Канатник
- Зброяр
- Коваль
- Швець
- Колесник
- Блазні
- Палацова дівчина

## Лібрето балету
Під час полювання Шаха Бахрама наздогнала буря. У пошуках притулку в руїнах старого замку, він зустрічає пустельника, який показує йому зображення семи красунь з різних країн. Бахраму здається, ніби красуні ожили і кружляють в химерних танцях. З настанням світанку прекрасні діви зникають. Покинувши замок, Бахрам відправляється додому. В дорозі він зустрічає  ставного юнака Мензера і його прекрасну сестру, по імені Айше, які змагаються у стрільбі з лука. Бахрам викликає Мензера на змагання. Потім вони за звичаєм обмінюються подарунками. Бахрам дарує Мензеру пояс, той йому — кинджал. Після відходу Мензера Бахрам зізнається Айше в коханні. Дівчина відповідає йому взаємністю. Але коли на розшуки зниклого Бахрама вдаються слуги, а за ними візир, Айша і Мензер дізнаються, що молодий мисливець  сам шах. Візир повідомляє про вторгнення хозарів.

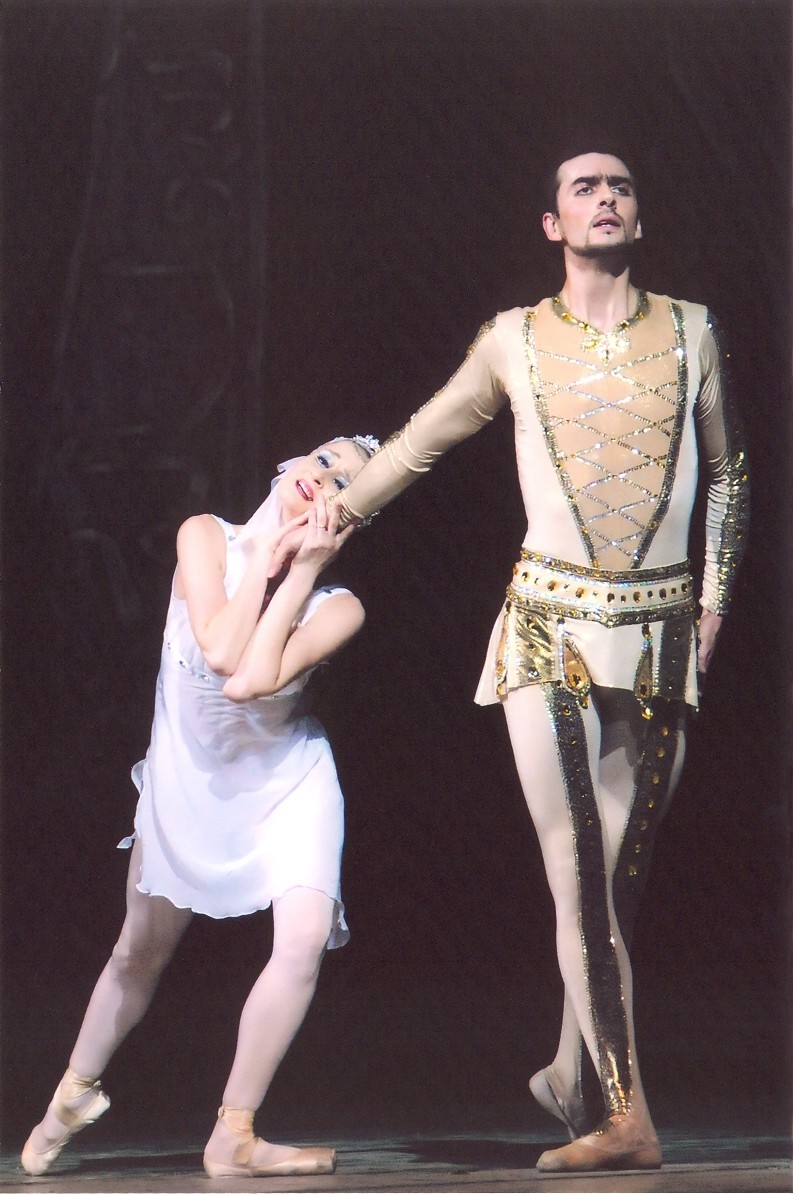
Сцена з балету, 2010 рік. Фото І. Джафарова

Бахрам передає владу візирові і вирушає в похід. Однак візир, у якого виник план захоплення влади, доручив двом своїм наближеним переодягнутися в одяг хозарів, наздогнати і вбити шаха. На площі ж у цей час спостерігається похмура хода, народ просить про вияв милосердя. За гарбой, в яку запряжені боржники, йдуть взяті в рабство дівчата. Запеклі прислужники шаха накидаються на виставлені товари в крамницях, грабують і руйнують все, що потрапляє під руку, після чого народ є жахом розбігається. В цей час візир, насолоджуючись владою, спускається в підземну скарбницю, де вбирається в розкішні шати. Він мріє про той день, коли сам стане шахом. В цей час вбивця повертається і каже, що замах на шаха не вдався. Потім чутно звуки рогу. Повернувшись у столицю, Бахрам, який вже знає про змову, хоче розправи. Однак він не може проникнути в палац через виставлену візиром варту. Тоді Мензер кличе на допомогу озброєних ремісників. В цей час з палацу виходить урочиста хода на чолі з візиром. Той вручає Бахраму символи влади. Мензер знає про віроломство візира, однак той, щоб довести свою вірність шахові вбиває на його очах свого наближеного, нібито той і є організатором змови. Стражники роззброюють народ, пов'язують ремісників і Мензера і ув'язнюють їх.
Дізнавшись про ув'язнення Мензера і його друзів, Айша біжить в палац і благає шаха, який в цей час бенкетує, звільнити Мензера і ремісників. Шах, в знак колишньої дружби, звільняє тільки Мензера. Обурений тим, що Бахрам не покарав візира і не звільнив ремісників, Мензер кидає на землю пояс, подарований колись шахом. Цей вчинок ображає шаха і той наказує стратити Мензера. Але той тікає. Візир хоче відволікти шаха. Він показує йому шовкову тканину, на якій зображені сім красунь. Шах згадує ніч, проведену в руїнах замку і йому знову ввижаються прекрасні сім красунь. Шах забуває про насущні проблеми, чого і добивається візир, щоб взяти владу в свої руки. Він відправляється зі стражниками в село, де сховався Мензер. Дізнавшись, що  селяни, які його прихистили, не хочуть видати Мензера, візир наказує витоптати селянські посіви. Селяни звертаються до шаха. Але думки Бахрама зайняті Айшою, яку той не може забути. Айша відмовляє Бахраму, який прирік народ на голод. Бахрам наказує візирові підпалити село. У той час, як візир дивиться на вогонь, з'являються раптово сім молодих селян і ремісників. Відбувається відплата, і візир падає мертвим.
Бахрам хоче забути Айшу. Тому він повертається в замок, шукаючи забуття у семи красунь. Але в цей час лунає удар грому, стіни замку розступаються. З'являються сім посланців народу, які вручають шаху посох і плащ, вказуючи на те, що той повинен відмовитися від престолу і покинути країну. Раптом з'являється Айша, яка говорить шаху, що любить його не як шаха, а як того мисливця, і готова піти з ним, якщо той відмовиться від влади. Бахрам в гніві завдає дівчині смертельного удару кинджалом. Народ прощається з Айшою і проганяє Бахрама.

## Цікаві факти
Мелодія з балету звучить при в'їзді на станцію метро «Кара Караєв».[значущість факту?]